# Myxasteridae
Famille
Les Myxasteridae sont une famille d'étoiles de mer de l'ordre des Velatida.

## Description et caractéristiques
Ce sont des étoiles abyssales, vivant généralement à plus de 1 000 m de profondeur. Pour ces raisons, elles sont encore très peu connues et considérées comme rares.

## Liste des genres
Selon World Register of Marine Species (30 mai 2014) :
- genre Asthenactis Fisher, 1906
  - Asthenactis australis McKnight, 2006
  - Asthenactis fisheri Alton, 1966
  - Asthenactis papyraceus Fisher, 1906
- genre Heligmaster Mah, 2022
  - Heligmaster kanaloa Mah, 2022
  - Heligmaster pele Mah, 2022
- genre Myxaster Perrier, 1885
  - Myxaster medusa (Fisher, 1913)
  - Myxaster perrieri Koehler, 1896
  - Myxaster sol Perrier, 1885
- genre Pythonaster Sladen in Thomson & Murray, 1885
  - Pythonaster atlantidis A.H. Clark, 1948
  - Pythonaster murrayi Sladen, 1889
  - Pythonaster pacificus Downey, 1979

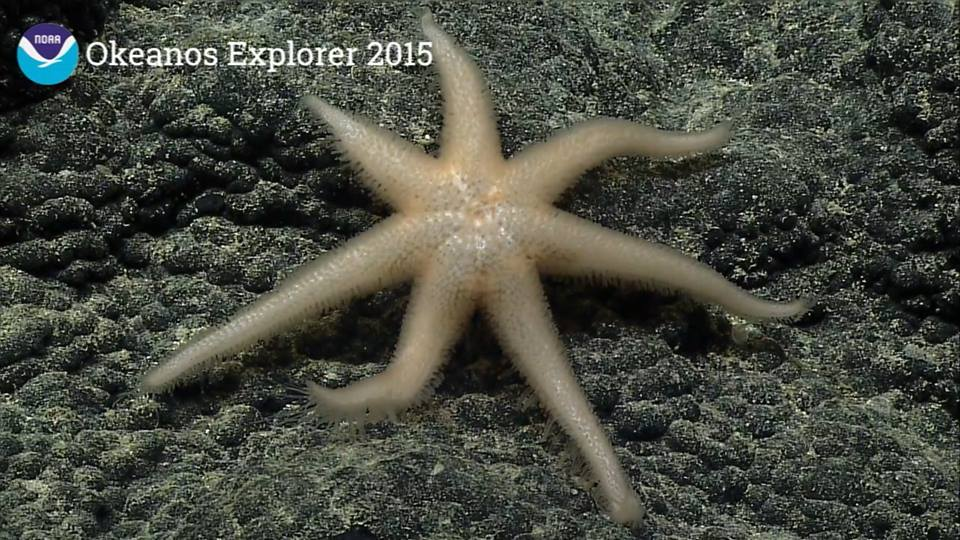
Asthenactis papyraceus
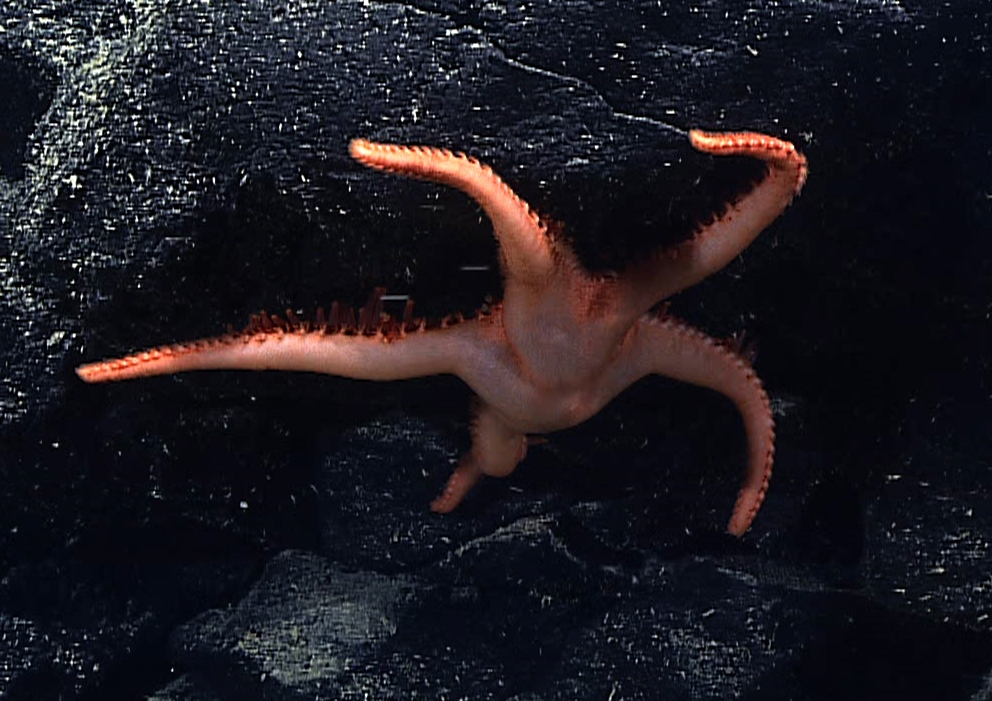
Heligmaster kanaloa
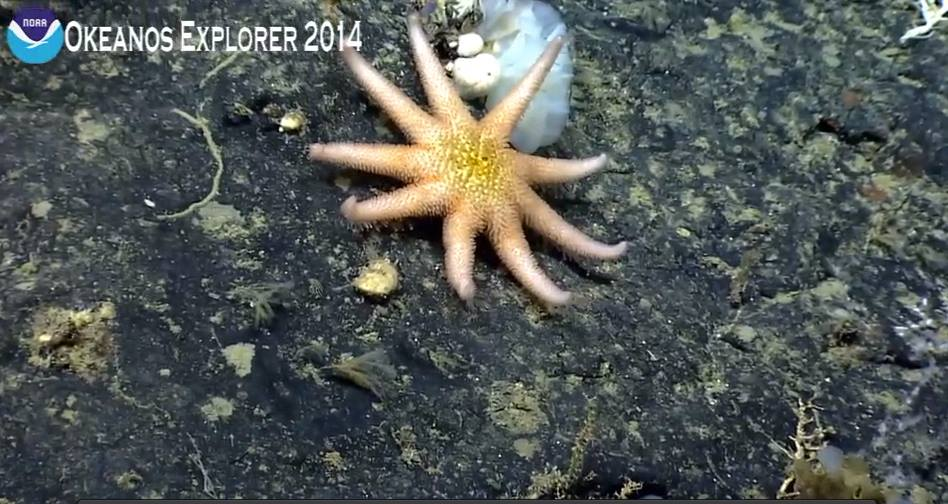
Myxaster sp.
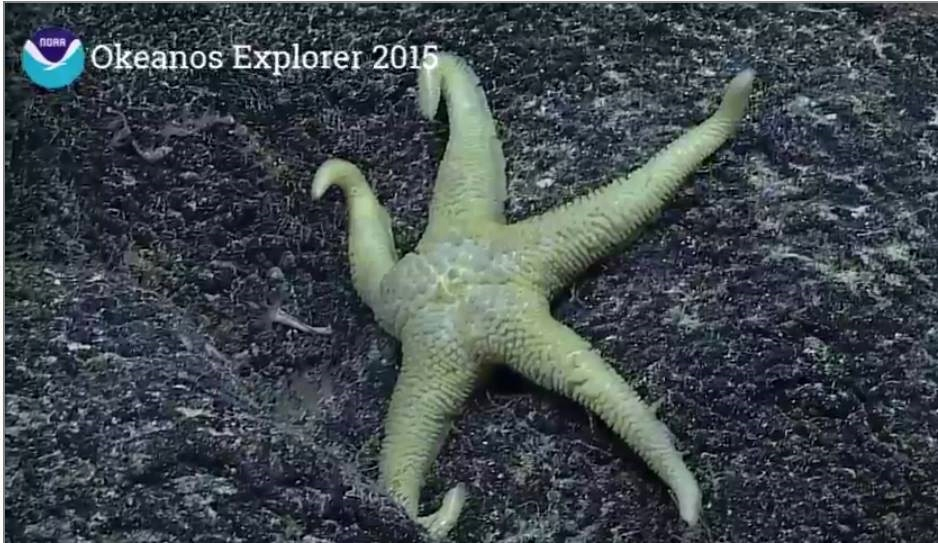
Pythonaster sp.